# Кобра Пейдж
Кобра Пейдж (анг. Kobra Paige, нар. 14 жовтня 1988) — канадська співачка та автор пісень. Вона є засновницею, солісткою та автором пісень хард-рок і метал гурту - "Kobra and the Lotus". Вона також була запрошеною вокалісткою у турне Kamelot і Metal All Stars.

## Ранні роки життя
У віці семи років Пейдж почала брати уроки класичного співу і класичного фортепіано, а після відвідування концерту Judas Priest у віці 15 років вирішила, що метал - це правильне місце для її голосу і її пристрасті. "Коли я побачила, як реагує натовп, коли починає грати "Painkiller", я зрозуміла, що повинна бути частиною цієї культури", - сказала Пейдж в інтерв'ю журналу Revolver.  Пейдж та її гурт Kobra and the Lotus виступили для Judas Priest у Hammersmith Apollo через чотири роки в Лондоні.  

## Кар'єра

### У складі "Kobra and the Lotus"
Пейдж відгукнулася на оголошення в газеті Калгарі про пошук барабанщиці для хеві-метал гурту. Вона прийшла і сказала, що вона не барабанщиця, а співачка, і після джему з деякими металевими стандартами отримала роботу.
|                                     | Я хотіла знайти музикантів, з якими можна було б джемити Iron Maiden, але після першої ж репетиції ми почали писати свої власні мелодії |
| — Кобра Пейдж, інтерв'ю Femme Metal | |

 Гурт записав перший альбом "Kobra та Lotus" - Out of the Pit у Калгарі з торонтським важким рокером Грегом Годовіцем Годдо, який продюсував першу версію та мікшував треки в Metalworks Studios у Торонто. Пейдж познайомилася з Гілом Муром і Ріком Емметом у студії, а Рік Еммет виконав гітарне соло для KATL-каверу на пісню «Ace of Spades» . 
Надіславши дебютний компакт-диск кільком галузевим дегустаторам, канадський журналіст Карл Бегай запропонував ще один запис вокалу , а Пейдж перезаписала вокал і реміксувала дебютний компакт-диск разом із Кевіном Ширлі, створивши перше покоління фірмової Kobra. звук. Після незалежного релізу Out of the Pit Кобру Пейдж та її музику помітили Metal Hammer, і Пейдж було включено до календаря Maidens of Metal на 2010 рік. 

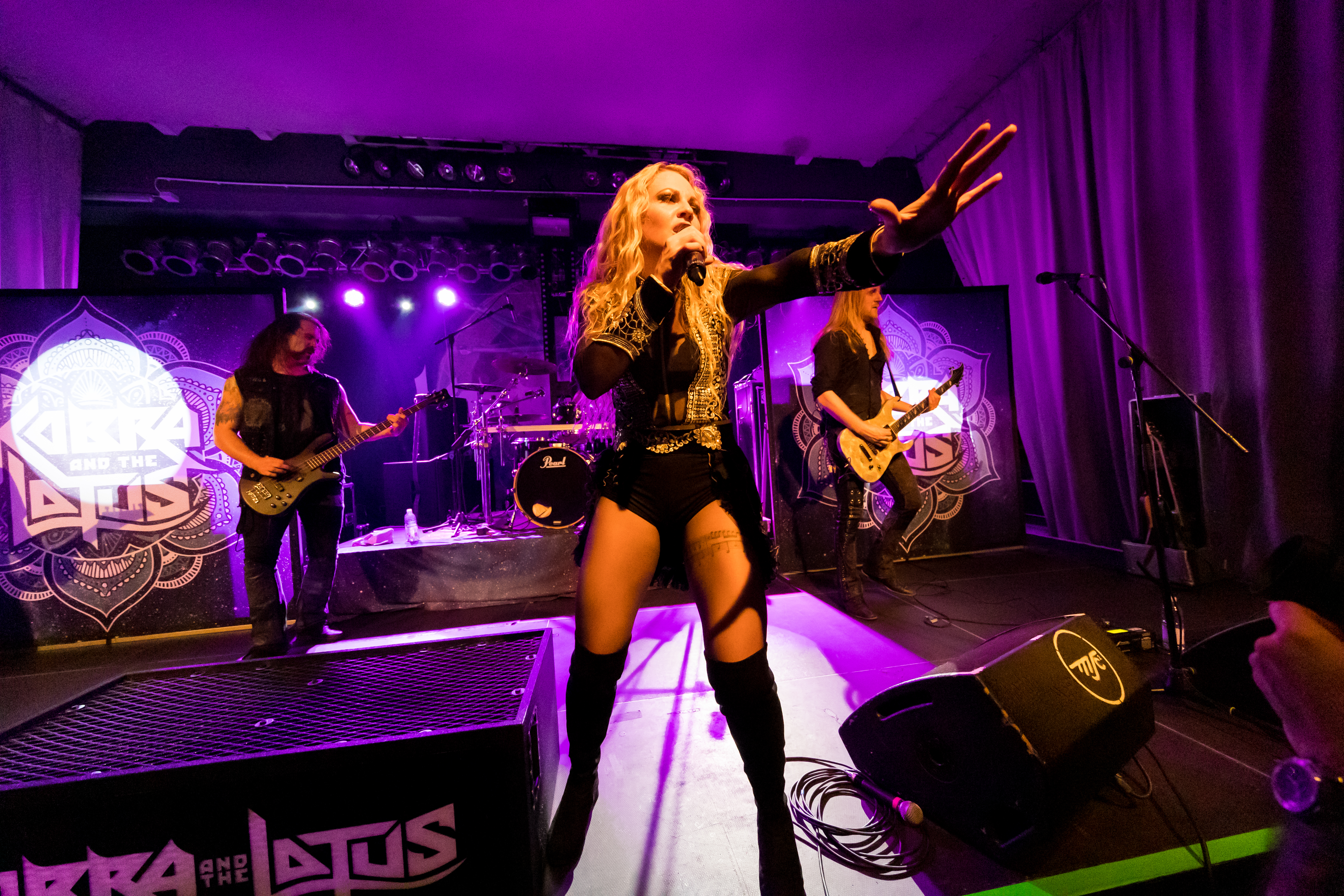
Пейдж виступає з Kobra and the Lotus у 2018 році

Другий альбом був записаний з продюсером Джуліусом Батті, а демо-треки були продані в Universal Music. Пейдж і Лотос написали пісні "Forever One", "My Life", "50 Shades of Evil" з продюсером Кевіном Чурко і додали їх до нового альбому.
Під час туру над третім альбомом High Priestess Пейдж серйозно захворіла на хворобу Лайма під час завершення світового туру The KISS 40th Anniversary Tour і взяла відпустку, щоб одужати. У перерву, щоб не зацікавити шанувальників Kobra і Lotus записали міні-альбом улюблених канадських рок-виконавців і випустили Words of the Prophets .
Kobra and the Lotus випустили абсолютно новий альбом Prevail I через Napalm Records 11 травня 2017 року  з синглом Light me Up, який досяг 34 місця в Billboard Mainstream Rock .  Їхній п'ятий студійний альбом Prevail II має вийти навесні 2018 року. Сингл TriggerPulse був попередньо випущений у жовтні 2016 року, де дебютував еволюційний вихід гурту на музичну суміш хард-рок/метал.

### Metal All Stars
Пейдж приєдналася до супергрупи Metal All Stars у 2014 році для європейського туру та подальшого туру по Південній Америці з іншими вокалістами Закком Уайлдом, Джеймсом ЛаБрі, Удо Діркшнайдером, Джої Беладонною та Максом Кавалерою.  

### Взаємозв`язок з гуртом Kamelot
У 2015 році гурт "Kobra and the Lotus" відправилися в турне з Kamelot по Сполученим Штатам, за яким послідувало європейське турне у 2016 році. Згодом Kamelot запросив Пейдж, як постійну запрошену вокалістку на турне "Haven". 

### Взаємозв`язок з гуртом We Are Fury
19 липня електронні поп-виконавці гурту "We Are Fury" випустили новий сингл під назвою "Heart of Mine" зі свого майбутнього альбому. Це була перша електронна, поп-співпраця Пейдж, яку вона написала і записала з кимось. 

### Інші кооперції
Пейдж озвучує головну героїню "Гітту" у майбутній музичній відеогрі "Of Bird and Cage", реліз якої відбився 20 березня 2021 рік. 

## Особисте життя
19 червня 2019 року Пейдж та вокаліст гурту Kamelot Томмі Каревік оголосили про свої заручини.  У відеозверненні 26 квітня 2020 року пара розповіла, що одружилася 4 квітня.

## Дискографія

### Студійні альбоми
- Out of the Pit (Kobra Music, 2010) [18]
- Kobra and the Lotus ( Spinefarm Records, Universal Music Group, 2012) [19]
- High Priestess (2014) [20]
- Prevail I (2017) ( Napalm Records )
- Prevail II (2018) (Napalm Records) [21]
- Evolution (2019) (Napalm Records)

### ЕР
- Слова пророків (2015) [22]

### Пісні не включені до альбомів
- «Ось і срібні дзвіночки! !" (Kobra Music Inc., 2009)
- "Zombie" (Kobra Music Inc., 2015)
- "Remember Me" (Kobra Music Inc., 2015)
- "TriggerPulse" [23] (Napalm Records, 2016)
- «Gotham» [24] (Napalm Records, 2017)
- "You Don't Know" [25] (Napalm Records, 2017)
- «Light Me Up» [26] (Napalm Records, 2017), досяг 34 місця в чарті Billboard Mainstream Rock .
- «Heart of Mine» [27] (Lowly, 2019)
- — Гори! [28] (Napalm Records, 2019)
- «Get the Fuck Out of Here» (Напалм, 2019) [29]
- Thundersmith (Напалм, 2019) [30]
- «Everything We Are» [31] (Mighty Music, 2020)